# فؤاد حمزة
فؤاد حمزة (عبيه 1899-1952) واسمه فؤاد بن أمين بن علي حمزة، ويعرف أيضا باسم فؤاد بك حمزة، ويكنى بـ «أبو سامر». وهو دبلوماسي وكاتب وباحث لبناني الأصل سعودي الجنسية، شارك في سياسة المملكة العربية السعودية لمدة تزيد عن ربع قرن من عام 1926 حتى وفاته.

## مولده ونشأته
ولد في قرية عبيه من قرى لبنان في قضاء عاليه بمحافظة جبل لبنان عام 1899 لأسرة درزية  وعمل مدرسا في المدرسة الرشيدية في القدس ومربي للأجيال في بعض المدارس الحكومية في دمشق ويمتاز باجادته اللغة الإنجليزية في ذلك الوقت والبحث والتوثيق. تخرج من معهد الحقوق الفلسطيني عام 1926 في فترة عمله بالتدريس بالقدس.

## مستشار للملك عبد العزيز وموثق لمكونات السياسة السعودية
جاءت تزكية قدرات فؤاد حمزة لدى مؤسس المملكة العربية السعودية حين قدمه للملك عبد العزيز آل سعود رجل بمستوى دوله هو شكري القوتلي الذي أصبح فيما بعد رئيسا لسوريا، فعمل مترجما خاصا للملك عبد العزيز ، ثم تولى أعمال مديرية الشؤون الخارجية ثم وكيلا للشؤون الخارجية ومنح لقب سفير وهو أول منصب سفير للسعودية ثم وزير دوله، وعين وزيرا مفوضا في باريس ثم أنقرة ثم أصبح مستشارا للمك عبد العزيز، وقام برحلات ومهمات دبلوماسية عديدة من أبرزها سفره للقارة الأوروبية والولايات المتحدة الأمريكية للتعريف بسياسة المملكة العربية السعودية ومنهجها، وشارك برئاسة الملك عبد العزيز في مؤتمر لوبن للتفاوض مع الملك فيصل ملك العراق ، كما تولى مفاوضات وصاغ اتفاقات واضطلع بأعباء مهمات خاصة  ، ويملك صورة حقيقية عن شخصية الملك عبد العزيز آل سعود ، كما أن له صلة وثيقة بسائر أمراء البيت السعودي وحكام المناطق والأعيان.

## العمل والمناصب
3 رجب 1345هـ: عمل معاوناً لمدير الشؤون الخارجية عبد الله الدملوجي في مكة المكرمة. ويرى الباحث قاسم بن خلف الرويس أن هذه هي أول وظيفة شغلها فؤاد حمزة بعد قدومة للمملكة العربية السعودية، فبينما «بينما يذكر الزركلي في ترجمته لفؤاد حمزة في الأعلام أنه عند قدومه سنة (1926م) عين مترجماً خاصاً للملك عبد العزيز بن عبد الرحمن آل سعود، في الرياض، ونقل عنه هذه المعلومة كل من جاء بعده، فالحقيقة أن أول وظيفة شغلها كانت وظيفة معاون مدير الشؤون الخارجية عبد الله الدملوجي في مكة المكرمة وكان تعيينه فيها بموجب وثيقة نشرت في مذكراته (ج2/540) وهي خطاب من الملك عبد العزيز إلى عبد الله الدملوجي بتاريخ 3 رجب 1345هـ أي بعد وصوله إلى الحجاز بحوالي أسبوعين فقط لا غير. واستمر فؤاد حمزة في عمله معاوناً لمدير الشؤون الخارجية حتى استقال الدملوجي عام ( 1928م)، فقام بشؤون المديرية».
26 رجب 1349هـ: صدر الأمر السامي بتحويل مديرية الشؤون الخارجية إلى وزارة الخارجية وإسناد منصب الوزارة إلى الأمير فيصل بن عبد العزيز علاوة على النيابة العامة وتعيين فؤاد حمزة وكيلاً للوزارة. واستمر وكيلاً لوزارة الخارجية حوالي تسع سنوات.
1358هـ (1939م): صدر الأمر الملكي بتأسيس مفوضية للمملكة في باريس وتعيينه فيها بصفته مندوباً فوق العادة ووزيراً مفوضاً حيث توجه إلى هناك وقدم أوراق اعتماده في ظروف استثنائية وذلك بداية الحرب العالمية الثانية بشهرين تقريباً.
1943م: صدر الأمر بتعيينه وزيراً مفوضاً ومندوباً فوق العادة لدى جمهورية تركيا.
6 جمادى الأولى 1366هـ (28 مارس 1947م): صدر مرسوم ملكي بتعيين معالي فؤاد بك حمزة وزير دولة وانتدابه في وزارة المالية للأعمال الإنشائية والعمرانية وشركات الاستثمار، وكان قد ظهرت قبل صدور هذا المرسوم فكرة إنشاء وزارة للأشغال وتوليتها لفؤاد حمزة.

## مؤلفاته
من أهم كتبه التي ألفها:
- قلب جزيرة العرب.
- البلاد العربية السعودية. الطبعة الأولى عام 1936 والطبعة الثانية 1968.
- في بلاد عسير . الطبعة الأولى عام 1951 ، والطبعة الثانية عام 1968.
- "لجنة التوفيق التابعة للأمم المتحدة والخاصة بفلسطين، 1949-1967". بيروت: مؤسسة الدراسات الفلسطينية، 1968.[7]
- آثار الجزيرة العربية قبل الإسلام. وهو كتاب مخطوط كتبه قبل وفاته.

مؤلفاته التي طبعت بعد وفاته
1 - وصف تركيا الكمالية (1943 - 1945):
هذا الكتاب نتيجة من نتائج عمله في مفوضية المملكة في أنقره حيث سجل ملاحظاته ومشاهداته بكل دقة وعناية ورصدها في هذا الكتاب الذي بقي مخطوطاً حتى أخرجه ابنه عمر من كواليس النسيان ونشرته دار الجديد عام 2013م.
2 - المذكرات وقد أشار إليها الزركلي في الأعلام ونشرتها دارة الملك عبد العزيز عام 2016م مؤخراً وهي في أصلها يوميات ولكن ظهر فيها بعد النشر فجوات زمنية كبيرة.
مؤلفاته غير المطبوعة
وهي تلك المؤلفات التي تركها مخطوطة وبعض هذه كانت مسودات وبعضها غير مكتمل:
1. مجموع عن الإسماعيلية والفرق الباطنية.
2. رسالة عن سوق عكاظ.
3. الخليفة عمر بن عبد العزيز: مسودة غير مكتملة.
4. اليمانية-المضرية: تاريخ العرب قبل الإسلام.
5. قاموس الاستبداد.
6. نشأة الكتابة.
7. شذيرات عن جزيرة العرب.
8. خلاصة التاريخ الروماني.
9. التاريخ العام.
10. مذكراتي من بلاد العرب: لسليمان شفيق باشا نقلاً عن جريدة الأهرام.
11. التاريخ وعلم السياسة المدنية.
12. جغرافيا منطقة البحر المتوسط.
13. أمراء مكة المكرمة.
14. بحث في اللهجات.
15. آثار الجزيرة قبل الإسلام.[6]

وقد أهدى مكتبته التي تحتوي على 1257 عنوان وتضم مجموعات نادرة ونفيسة من الكتب إلى مكتبة دارة الملك عبد العزيز التي أعلنت أنها من أهم الكتب المهداه لها. 

## مرضـه
كان فؤاد حمزة مريضاً بالقلب منذ وقت مبكر من حياته وقبل انتقاله للعمل في الحكومة السعودية، فقد كان يتعرض لنوبات قلبية أثناء تأديته لمهام عمله، وأرجع كتاب حديث صدر عنه عام 2016م أسباب هذه الأزمات القلبية إلى إخلاصه في العمل والتفكير في قضايا العرب، والدفاع عنها في نقاشات متصلة وحادة أحياناّ مع السياسيين والدبلوماسيين، فضلا عن القلق وانشغال الذهن اللذين يولدهما البحث عن مزيد من المعلومات والأخبار كونه مثقفاً ومؤرخاَ أنتج عدداً من المؤلفات المعمقة .

## وفاته
توفي في بيروت بلبنان بمرض القلب عام 1951 عن عمر يناهز 52 عام، ودفن في مسقط رأسه في قرية عبيه.
قال فيلبي بعد وفاة فؤاد حمزة: «وكانت وفاته خسارة كبيرة للسعودية البلد الذي تبناه».

## وصلات خارجية
جريدة الاقتصادية / إهداء مكتبة فؤاد حمزة لدارة الملك عبد العزيز بالرياض .